# Spoed (seizoen 4)
Reeks 4 van Spoed werd voor de eerste keer uitgezonden tussen 3 september 2001 en 24 juni 2002. De reeks telt 40 afleveringen en is daarmee het langstlopende seizoen van het programma.

## Hoofdcast
- Leo Madder (Luc Gijsbrecht)
- Truus Druyts (Barbara Dufour)
- Wim Van de Velde (Jos Blijlevens)
- Anke Helsen (Vanessa Meurant)
- Rudy Morren (Cisse De Groot)
- Arlette Sterckx (Lies Weemaes)
- Anneke De Keersmaeker (Fien Aerts)
- Herbert Bruynseels (Koenraad De Koninck)
- Gert Lahousse (Bob Verly)
- Mireille Leveque (Anneke Wiels)
- Peter Michel (Geert Van Gestel)
- Katrien De Becker (Lynn Houben)
- Christel Van Schoonwinkel (Kathy Pieters)
- Elise De Vliegher (Fatima El Khaoul)

## Vaste gastacteurs
(Personages die door de reeksen heen meerdere keren opduiken)
- Twiggy Bossuyt (Tessa Certijn)
- Annemarie Lemaître (Jeannine Somers)
- Vicky Florus (Marie Van der Aa)
- Thomas Vanderveken (Tom Gijsbrecht)
- Mechtilde van Mechelen (Christine N'Koto)

## Verhaallijnen
Luc, Jos, Cricri en Fien worden naar de metro gestuurd. Een overval is er uitgedraaid op een gijzeling, en de overvallers zijn niet van plan het bij 1 slachtoffer te laten. De politie wil tot actie overgaan, maar Luc wil het zonder geweld oplossen omdat er anders doden zouden kunnen vallen. Hij werpt zich op als onderhandelaar. De gesprekken tussen Luc en de overvallers verlopen moeizaam. De neergeschoten metrochauffeur mag van hen niet verzorgd worden. Als Luc toch naar het metrostel toeloopt, probeert Cricri hem tegenhouden. Ze wordt neergeschoten met meerdere kogels. Ze wordt afgevoerd naar het ziekenhuis, waar ze geopereerd wordt door Koen en Luc, maar ze sterft alsnog. De knappe dokter Geert Van Gestel komt haar plaats innemen. Hij is heel onzeker, zenuwachtig en doodsbang om fouten te maken. Hij kan maar niet wennen aan het moordende werktempo en wil de iets moeilijkere ingrepen niet uitvoeren. Nochtans doen de collega’s allemaal hun best om zijn zelfvertrouwen op te krikken. Na een gesprek en een duidelijke waarschuwing van Luc gaat het wat beter. Marie wordt gebeten door een zwerver en onderzoek wijst uit dat ze daardoor besmet is met het Hiv. Ze verlaat de spoedafdeling. Verpleegster Lynn Houben maakt haar opwachting. Luc en Jos moeten voor de rechtbank verschijnen omdat ze een medische fout gemaakt hebben. Ze kijken tegen een gevangenisstraf van 5 jaar aan, maar gelukkig loopt het op een sisser af. Geert en Lynn krijgen een relatie, maar deze loopt na een tijdje stuk. Ze maken een fout door dit uit te vechten op het werk. Anneke heeft een gesprek met Luc en iedereen is benieuwd waarover. Vanessa denkt zelfs dat ze zwanger is. Anneke krijgt stuiptrekkingen. Na een CT-scan wijst alles erop dat ze een hersentumor heeft. In de ondergrondse garage van het ziekenhuis ontstaat een lek in de LPG-tank van een bestelwagen. Niemand merkt het en het gas breidt zich uit. Eén vonk is genoeg om het hele ziekenhuis op te blazen, dus wordt alles ontruimd. De brandweer kan het lek opsporen en dichten. De ambulance van Cisse wordt aangereden terwijl hij, Geert, Lynn, Babs en de patiënt er nog in zitten. De spoeddienst mag uitgebreid worden. Koen is verbaasd als blijkt dat Anneke als architect wordt aangesteld. Luc heeft nieuws voor Koen: hij kan diensthoofd worden op de spoeddienst in het St.-Elisabethziekenhuis. Een patiënt van Geert sterft en Lynn vangt hem op. Tijdens hun gesprek vertelt hij haar waarom het destijds tussen hen is misgelopen. De vonk springt weer over. Lies was per ongeluk getuige van het gesprek. Ze is verdrietig omdat ook zij verliefd is op Geert. Haar liefde wordt dus niet beantwoord. Dokter Kathy Pieters komt het team versterken. Ze is een gedreven arts met veel ervaring in het buitenland. Ook verpleegster Fatima El Khaoul wordt aangesteld. Cisse heeft problemen met zijn zoon Stef. De relatie tussen vader en zoon is totaal verzuurd. Fien is jaloers omdat Jos een lift heeft gegeven aan Kathy.

### Seizoensfinale
Lynn en Geert zijn terug van hun huwelijksreis, maar niemand op de spoedafdeling besteed er veel aandacht aan. Ze krijgen een aanbieding om voor 3 jaar in Afrika te gaan werken. Omdat dit iets is waar ze allebei al heel lang van gedroomd hebben, zeggen ze allebei toe. Jos doet er alles aan om Fien, die is overgeplaatst naar neonatologie, terug op de spoeddienst te krijgen. De verbouwingswerkzaamheden zijn afgelopen. Iedereen is lovend over het resultaat, maar moet zijn draai nog vinden.